# Dipartimento di Ayacucho
Ayacucho è un dipartimento collocato a nord della provincia argentina di San Luis, con capoluogo San Francisco del Monte de Oro.

## Confini
Il dipartimento confina a nord con le province di San Juan, La Rioja e Córdoba; a est con i dipartimenti di Junín e Libertador General San Martín; a sud con i dipartimenti di Coronel Pringles e Belgrano; a ovest con le province di Mendoza e San Juan. Risulta essere così l'unico dipartimento argentino a confinare con ben quattro province.

## Società

### Evoluzione demografica
Secondo il censimento del 2001, su un territorio di 9.681 km², la popolazione ammontava a 16.906 abitanti, con un aumento del 10,85% rispetto al censimento del 1991.
Abitanti censiti

## Amministrazione
Il dipartimento è suddiviso in 4 comuni (municipios) e 1 comisión municipal :
- Candelaria
- Luján
- Quines
- San Francisco del Monte de Oro
- Leandro Nicéforo Alem (comisión municipal)